# NGC 4969-2
NGC 4969-2 is een spiraalvormig sterrenstelsel in het sterrenbeeld Maagd. Het hemelobject werd op 27 april 1887 ontdekt door de Amerikaanse astronoom Edward D. Swift.

## Synoniemen
- MCG 2-33-55
- ZWG 72.4